# Li Xuanxu
Li Xuanxu (en xinès: 李玄旭) (n. Zhuzhou, 5 de febrer de 1994) és una nedadora xinesa i medallista olímpica als Jocs Olímpics de Londres 2012.

## Biografia
El 2008 quan, només comptava amb 16 anys, va debutar als Jocs Olímpics de Pequín 2008. Va participar en la modalitat de 800 m lliure, quedant en cinquena posició en la final. També va participar en els 400 m combinat, quedant última en la final. Dos anys després va nedar al Campionat Mundial de Natació en Piscina Curta de 2010, aconseguint la medalla de bronze. Un any després va guanyar una altra medalla de bronze al Campionat Mundial de Natació de 2011. De nou, el 2012, va nedar en uns Jocs Olímpics, celebrats a Londres. En els 400 m lliures no va passar de les sèries de classificació. No obstant això en els 400 m combinat va arribar a la final i va guanyar la seva primera medalla olímpica, sent de bronze amb un temps de 4:32.91.